# Patricia Hernández
Patricia Hernández Arencibia (Las Palmas de Gran Canaria, 8 settembre 1970) è un'ex cestista spagnola.
È la sorella di Berni Hernández, a sua volta cestista.

## Carriera
Con la Spagna ha disputato i Campionati europei del 1987 e i Giochi olimpici di Barcellona 1992.